# Ça ne s'invente pas
Ça ne s'invente pas est un roman publié en janvier 1972 par Frédéric Dard sous le nom de plume de San-Antonio, il est le 80e de la série policière San-Antonio.
Chez l’éditeur Fleuve noir, il porte en 1972 le numéro 1 de la collection « San-Antonio ».
Les évènements se produisent à Paris puis en Inde.

## Personnages principaux
- Personnages récurrents
  - San-Antonio : héros du roman, commissaire de police.
  - Alexandre-Benoît Bérurier : inspecteur de police, ami et collègue de San-Antonio.
  - César Pinaud : auxiliaire de San-Antonio.
- Personnages liés à ce roman
  - Vadérhétroçatânas : sœur du maharadjah Mâbitâhungoû.
  - Trikviitt : fakir.
  - Jacques Merdre : joueur de hockey sur glace.
  - Mâbitâhungoû : maharadjah de Khunsanghimpur.
  - Vahé Danhladesh : fille d'Hivy Danhladesh.
  - Hivy Danhladesh : membre d'une secte.
  - Cavajéjoui : princesse amie du maharadjah Mâbitâhungoû.

## Résumé
Lors d'un passage à tabac présidé par l'inspecteur Bérurier, un hindou avoue avoir refusé de faire entrer 20 kg d’héroïne en France, mais indique que le gardien de but d'une équipe de hockey sur glace a accepté.
Le commissaire San-Antonio se rend au match mais le gardien se fait enlever par deux ambulanciers. San-Antonio, Bérurier et Pinaud les poursuivent, mais ceux-ci meurent dans un accident.
San-A et ses acolytes se rendent à l’appartement du joueur français ayant frappé l’hindou. Au moment d'entrer un homme se défenestre. Dans son portefeuille, un billet d’avion pour l’inde, et le nom d’un correspondant sont trouvés.
Les fins limiers, déguisés, se rendent en Inde et échappent à une tentative d'assassinat. Ils se réfugient chez un Maharadjah, qui se trouve être le commanditaire de tous ces meurtres et qui est à la recherche d'une invention censée être connue par le commissaire.

## Citation etfigure de style
- Les néologismes :
  - un support-à-sac-tyrolien : dos « Le Limoneux opère un démarrage impressionnant. Nous avons brusquement le support-à-sac-tyrolien plaqué au dossier du siège[1]. »
- La comparaison :
  - « Rien de plus insultant (comme ont disait à Rabat, jadis)[2]. »
  - céder le con : concéder. « Un trafiquant, c'est quoi t'est-ce, sinon un simple commerçant? D'accord, je vous cède le con, ce commerçant-là laisse quimper la tévéha[3]. »
  - la mouscanche : problème. « Et tu dis que c'est grâce à la petite greluse de la piscine qu'on est sortis de la mouscanche[4]. »
- Le calembour :
  - « S'il aurait z'un parachute, y s'serait pas pété la tronche sur le mac de la dame, hé balot[5] ! »
  - « J'y enverrai la lettre en bonnet de forme dès que ma santé me permettra d'écrire[6]. »
  - « Moi, quand je retourne à Saint-Locdu-le-Vieux, mon pays natal, tout le monde met les pieds plats dans l'écran[7]. »
  - « La vie est courte et faut en tirer une quinte d'essence chaque fois que l'occase se présente[8] »

## Couvertures
- 1re édition de 1972 : illustration photo.
- 2e édition de 1979 : illustration photo.
- 3e édition de 1986 : illustration photo.
- 4e édition de 1992 : illustration de Alain Siauve.
- 5e édition de 2000 : illustration de Marc Demoulin.
- 6e édition de 2011 : illustration de François Boucq.